# Parabapta perichrysa
Parabapta perichrysa är en fjärilsart som beskrevs av Eugen Wehrli 1924. Parabapta perichrysa ingår i släktet Parabapta och familjen mätare. Inga underarter finns listade i Catalogue of Life.